# 机动战士GUNDAMU.C.HARD GRAPH 铁之悍马
《机动战士高达U.C.HARD GRAPH 铁之悍马》（機動戦士ガンダムU.C.HARD GRAPH 鉄の駻馬）是夏元雅人作画，今西隆志监修的日本高达系列漫画作品。原作为矢立肇、富野由悠季。

## 登场人物

### 第908机动侦察中队
克瓦藍（Cuaran）
19岁，曹长军衔。第二小队队长，特别编成分队（武装侦察部队）队长。
曾于《机动战士高达》第14话中登场。
索尔（Sol）
克瓦藍的副官，伍长军衔。比克瓦藍小1届的军校后辈，为了加入情报部而参军。
曾于《机动战士高达》第14话中登场。
蓋爾（Giyal）
担任中队中扎古II的驾驶员。
曾于《机动战士高达》第14话中登场。

中队长（书中称其为“司令”），女性，大尉军衔。

话务员，女性，伍长军衔。兴趣是观察蚂蚁。

### 其他

的妹妹。少尉军衔。督查官，以慰问团舞女的身份暗中调查各部队的违纪情况。

## 出版信息
| 卷數 | 日本 角川书店  | 日本 角川书店          | 港台 台湾角川  | 港台 台湾角川          |
| 卷數 | 发售日期       | ISBN                   | 发售日期       | ISBN                   |
| ---- | -------------- | ---------------------- | -------------- | ---------------------- |
| 1    | 2012年5月26日  | ISBN 978-4-04-120286-9 | 2013年3月27日  | ISBN 978-986-325-283-2 |
| 2    | 2012年12月26日 | ISBN 978-4-04-120530-3 | 2013年10月16日 | ISBN 978-986-325-624-3 |